# Róża Data-Ptak
Róża Data-Ptak (ur. 3 lutego 1955 w Grudziądzu) – wioślarka, trenerka szermierki, olimpijka z Montrealu 1976.
Zawodniczka KW Wisła Grudziądz. Mistrzyni Polski w czwórce podwójnej (1979) oraz w ósemce (1973-1975) oraz wicemistrzyni w czwórce podwójnej (1977-1978) i ósemce (1972). Uczestniczka w ósemce mistrzostw świata w 1974 (6. miejsce), 1975 (8. miejsce) oraz mistrzostw w 1979 w czwórce podwójnej (8. miejsce). Uczestniczka mistrzostw Europy w 1973, gdzie polska osada (ósemki) zajęła 6. miejsce.
Na igrzyskach olimpijskich w 1976 r. wystartowała w ósemce zajmując 7. miejsce.